# Johanka Ivanovičová
Johanka Ivanovičová (* 8. Dezember 2006 in Trnava) ist eine slowakische Badmintonspielerin.

## Karriere
Die in Trnava geborene Johanka Ivanovičová sollte eigentlich für das Slovenský olympijský a športový výbor an dem ins Jahr 2022 verschobenen Europäischen Olympischen Jugendfestival 2021 in Banská Bystrica teilnehmen und war im Damenturnier auch an der ersten Position gesetzt. Doch aufgrund eines positiven COVID-19-Tests musste sie ihren Start kurz vor Turnierbeginn absagen und so musste die als slowakische Trainerin agierende Judith Meulendijks sie durch Lea Kyselicová ersetzen. Nachdem sie 2023 eine Auslandssaison in Frankreich beim Badminton Club Kemperle spielte, nahm sie zwischen dem 15. und 17. Dezember 2023 für Spoje Bratislava an der slowakischen Meisterschaft 2023 in Kežmarok teil. Während sie im Dameneinzel keine Medaille gewinnen konnte sicherte sich sowohl im Damendoppel mit Lea Výbochová als auch im Mixed mit Andrej Suchý den slowakischen Meistertitel. Diese Titel konnte sie 2024 verteidigen.